# Bilsurfing

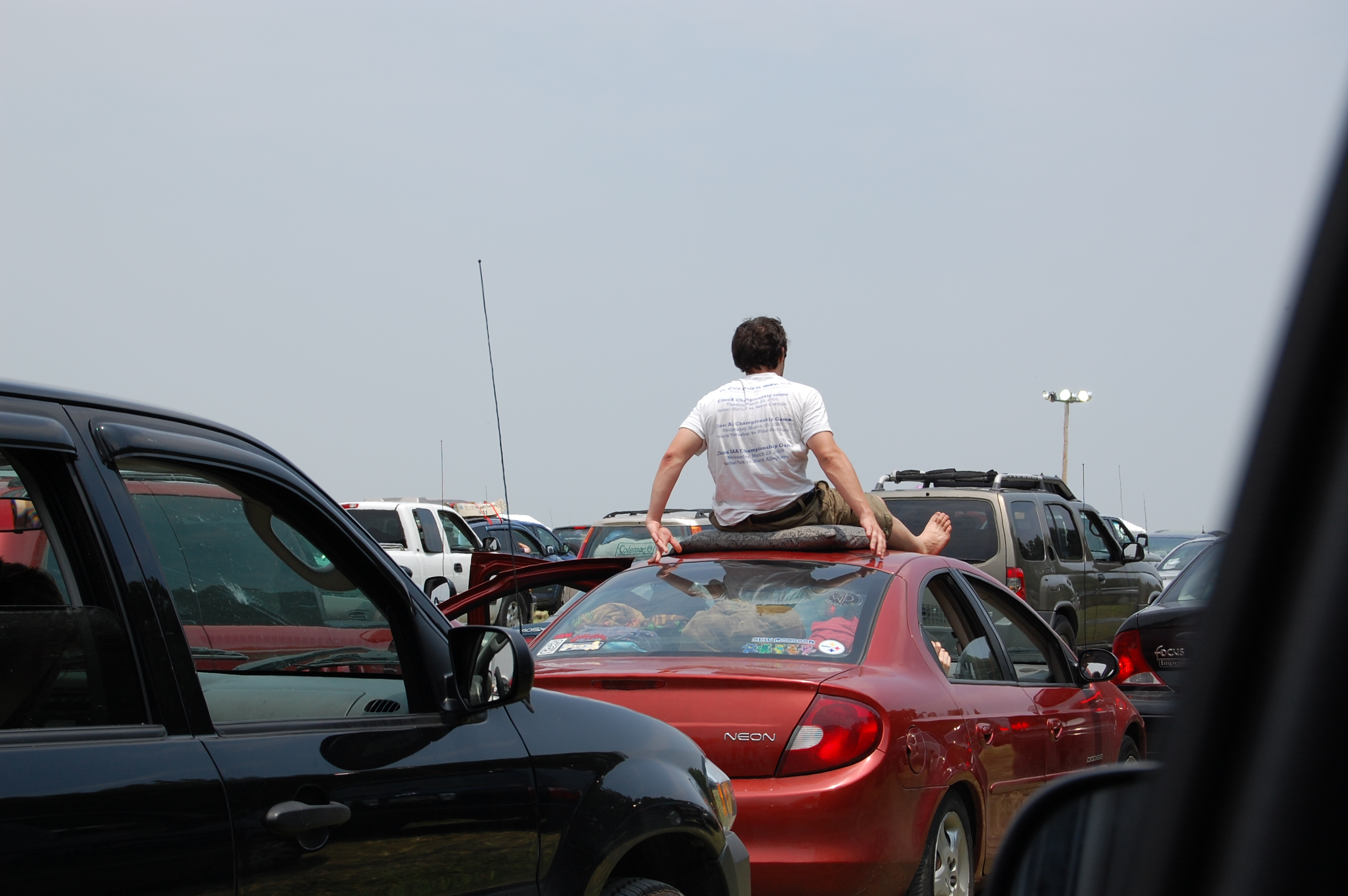
Man åker på biltak.

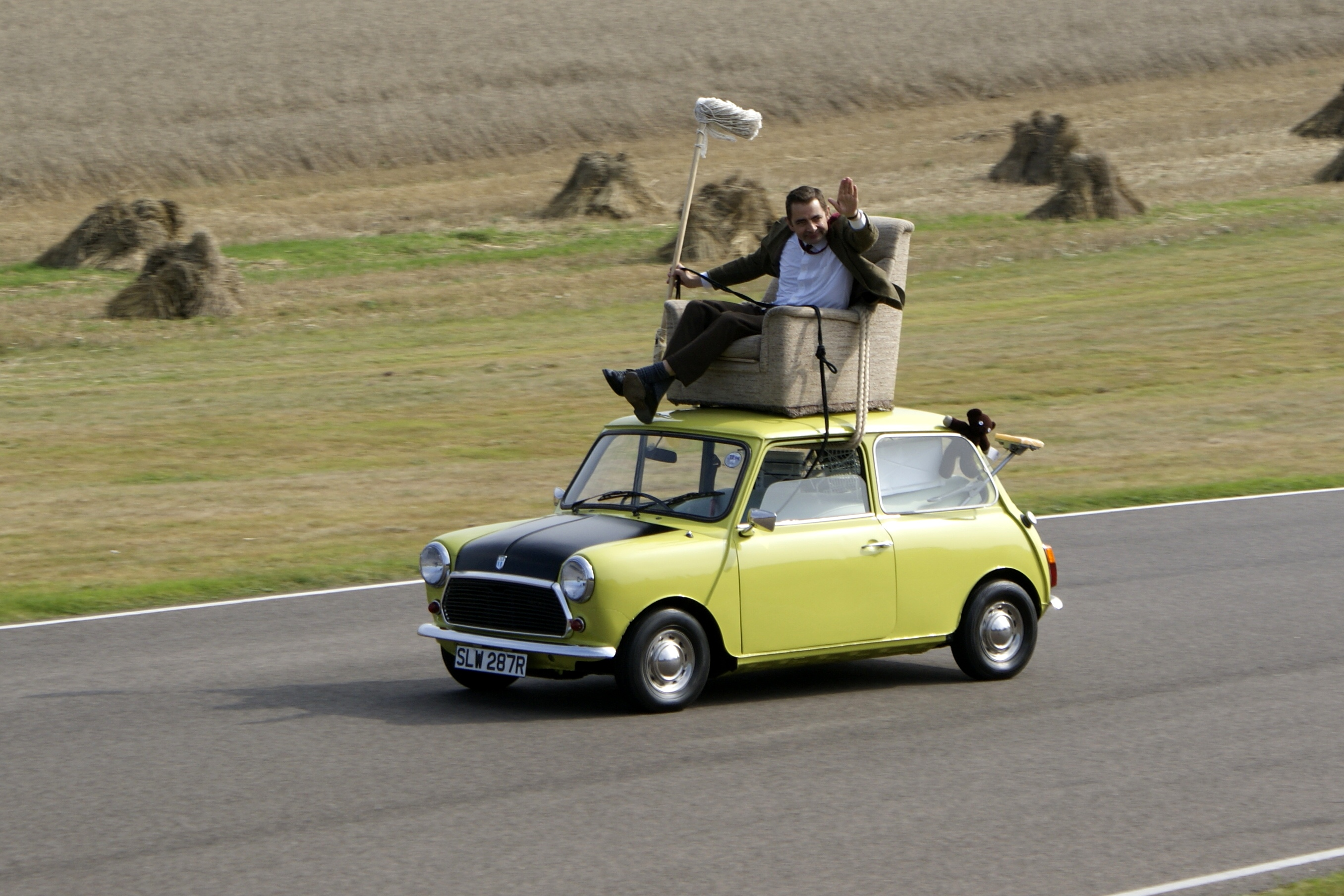
Mr. Bean sitter på en Mini.

Bilsurfing, på svenska vanligen stavat bilsurfning, innebär att en person befinner sig på en personbils utsida under färd och "surfar" på bilen. Bilsurfing är förbjudet i många länder. I Sverige är brottsrubriceringen vårdslöshet i trafik.
Bilsurfare brukar befinna sig på bilens motorhuv, bagegelucka eller tak. Bilsurfing har lett till flera olyckor med dödlig utgång, framför allt i USA men också i Europa och Sverige.
Bilsurfing populariserades första gången i filmer som Teen Wolf och Death Proof.  Under 2000-talet har aktiviteten också fått förnyad popularitet på grund av  hyphy-rörelsen. Den är närmast identisk med ghost-riding.